# Липотропные препараты
Липотро́пные вещества́ являются важными факторами, способствующими нормализации обмена липидов и холестерина в организме, стимулируют мобилизацию жира из печени и его окисление, что ведёт к уменьшению степени выраженности жировой инфильтрации печени. По анатомо-терапевтическо-химической классификации относятся к группе A05 — препараты для лечения заболеваний печени и желчевыводящих путей, поэтому их можно считать гепатопротекторами. В настоящее время современной фармацевтической индустрией синтезируются препараты, обладающие липотропным эффектом.
Липотропными веществами богаты говядина, куриное яйцо, нежирные виды рыбы (треска, судак), морские беспозвоночные животные, нежирный творог, соевая мука.